# Liriomyza septentrionalis
Liriomyza septentrionalis es una especie de mosca de la familia Agromyzidae.

## Distribución
Esta especie se encuentra en los estados de Alberta, Columbia Británica, California y Colorado.